# Puerto San Julián
Puerto San Julián – miasto w Argentynie, w prowincji Santa Cruz, stolica departamentu Magallanes.
Według danych szacunkowych na rok 2010 miejscowość liczyła 7 894 mieszkańców.